# Records biométriques chez les insectes
Cet article recense les plus gros insectes du monde. Comme toujours pour ce type de classement, plusieurs critères désignent différents prétendants, selon que l'on considère le poids, la taille ou leur rapport, le stade larvaire ou l'imago.

## Espèces contemporaines
Les divers ordres sont présentées par ordre alphabétique, avec le record propre à chacun d'eux.

### Blattes (Blattodea)
- Gromphadorhina portentosa, la blatte de Madagascar, peut atteindre près de 100 mm ;
- Macropanesthia rhinoceros pèse jusqu'à 35 g et mesure jusqu'à 90 mm[réf. souhaitée] ;
- Blaberus giganteus mesure jusqu'à 90 mm.

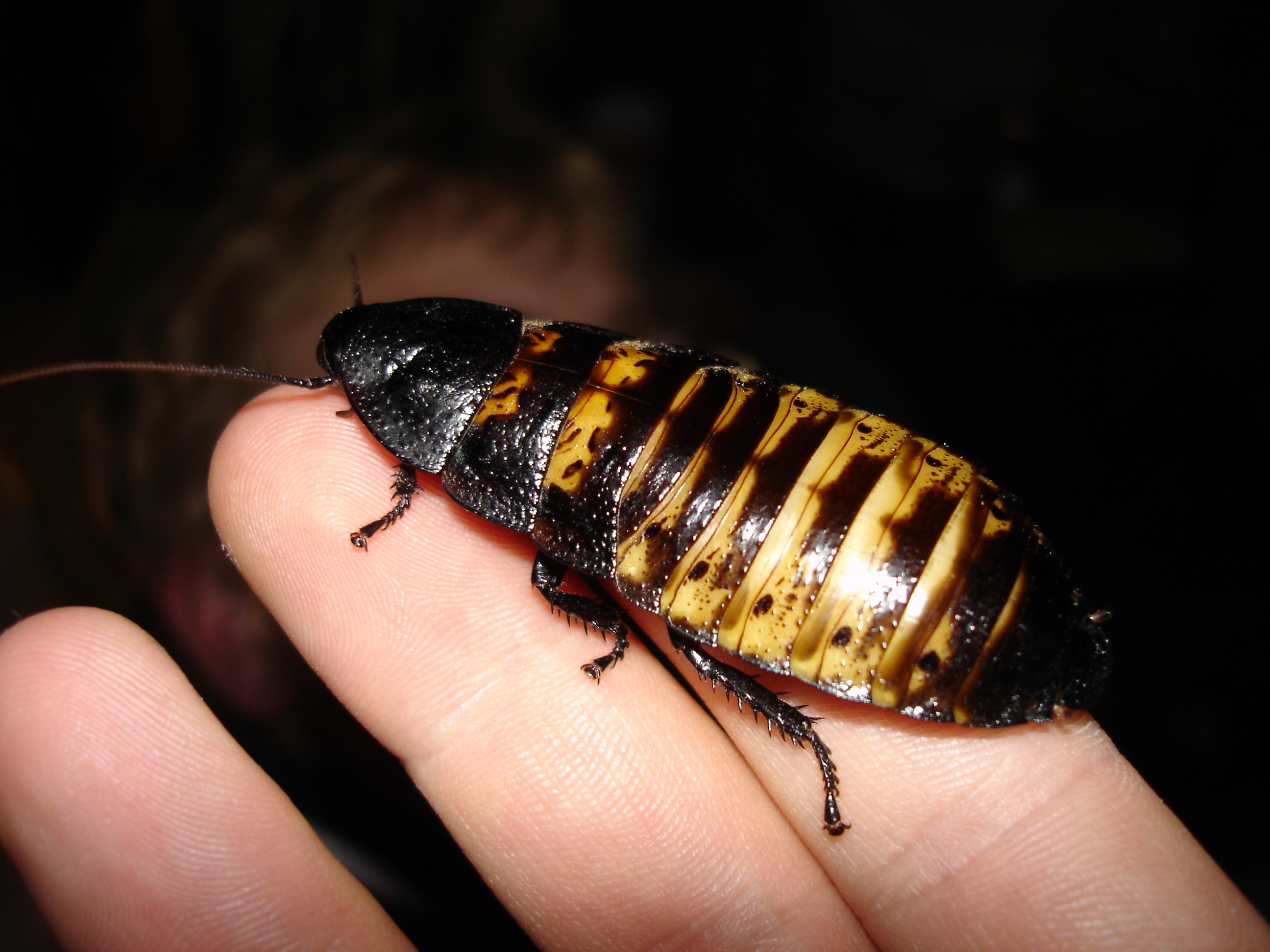
Gromphadorhina portentosa
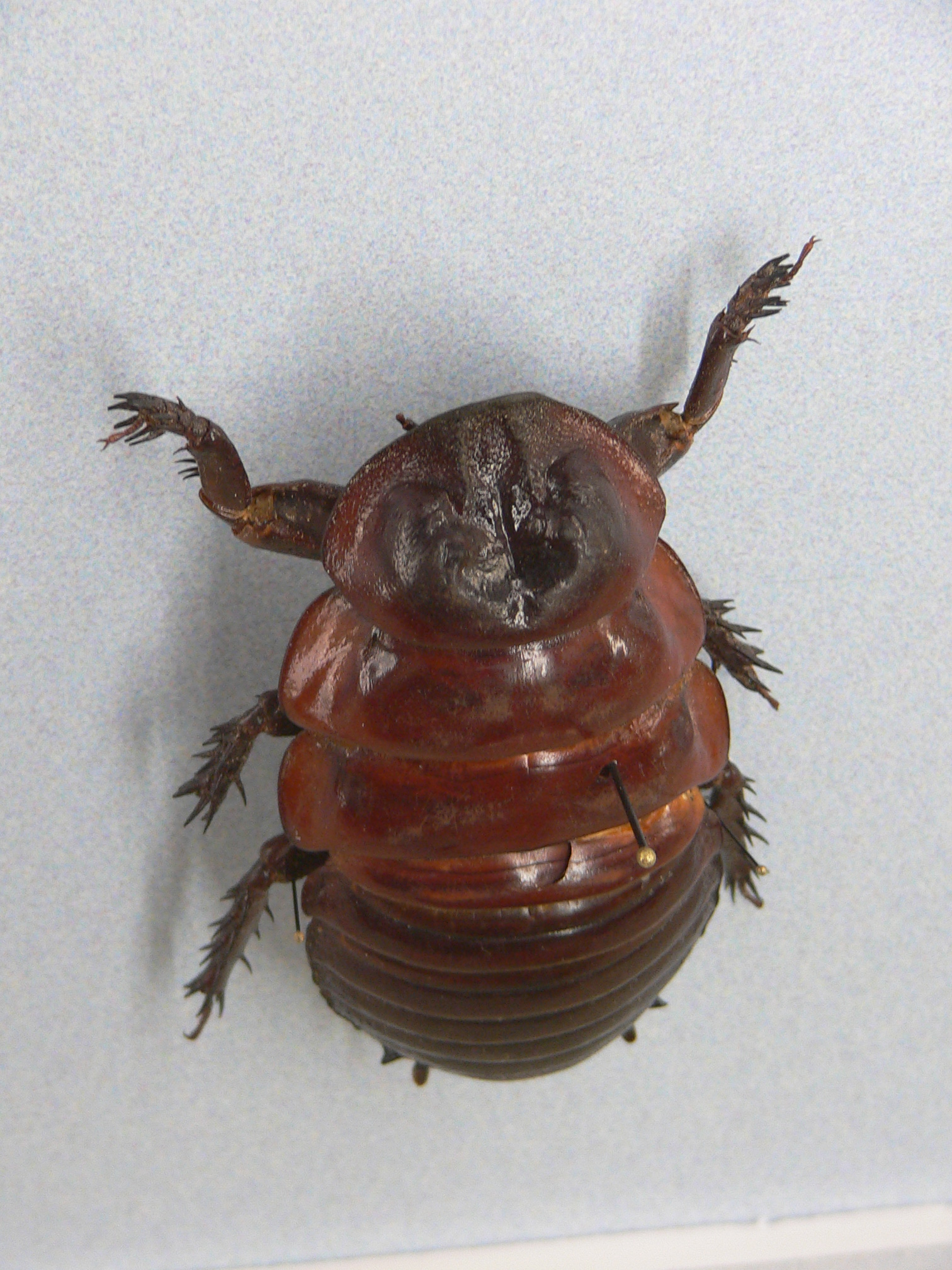
Macropanesthia rhinoceros
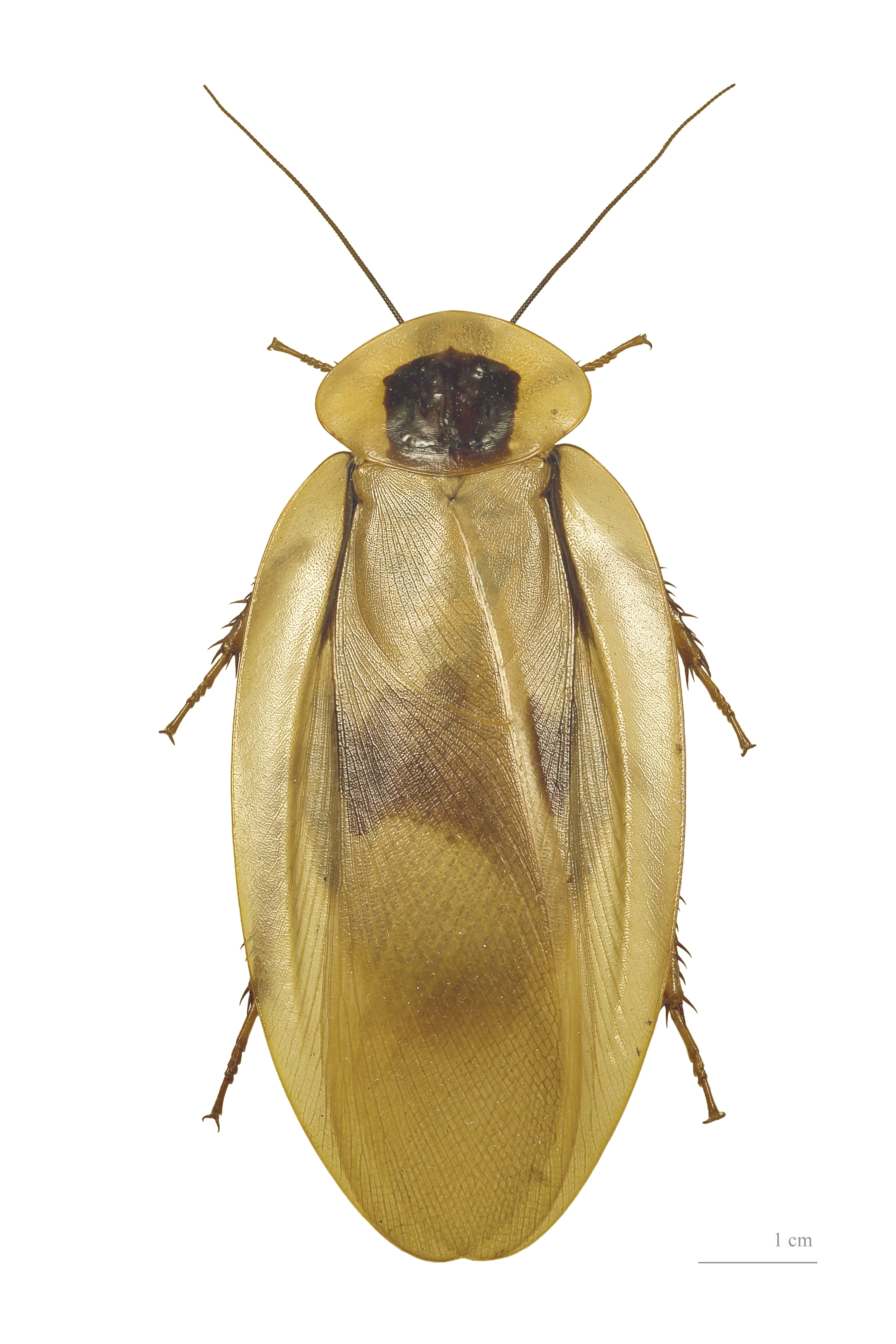
Blaberus giganteus, femelle

### Coléoptères (Coleoptera)

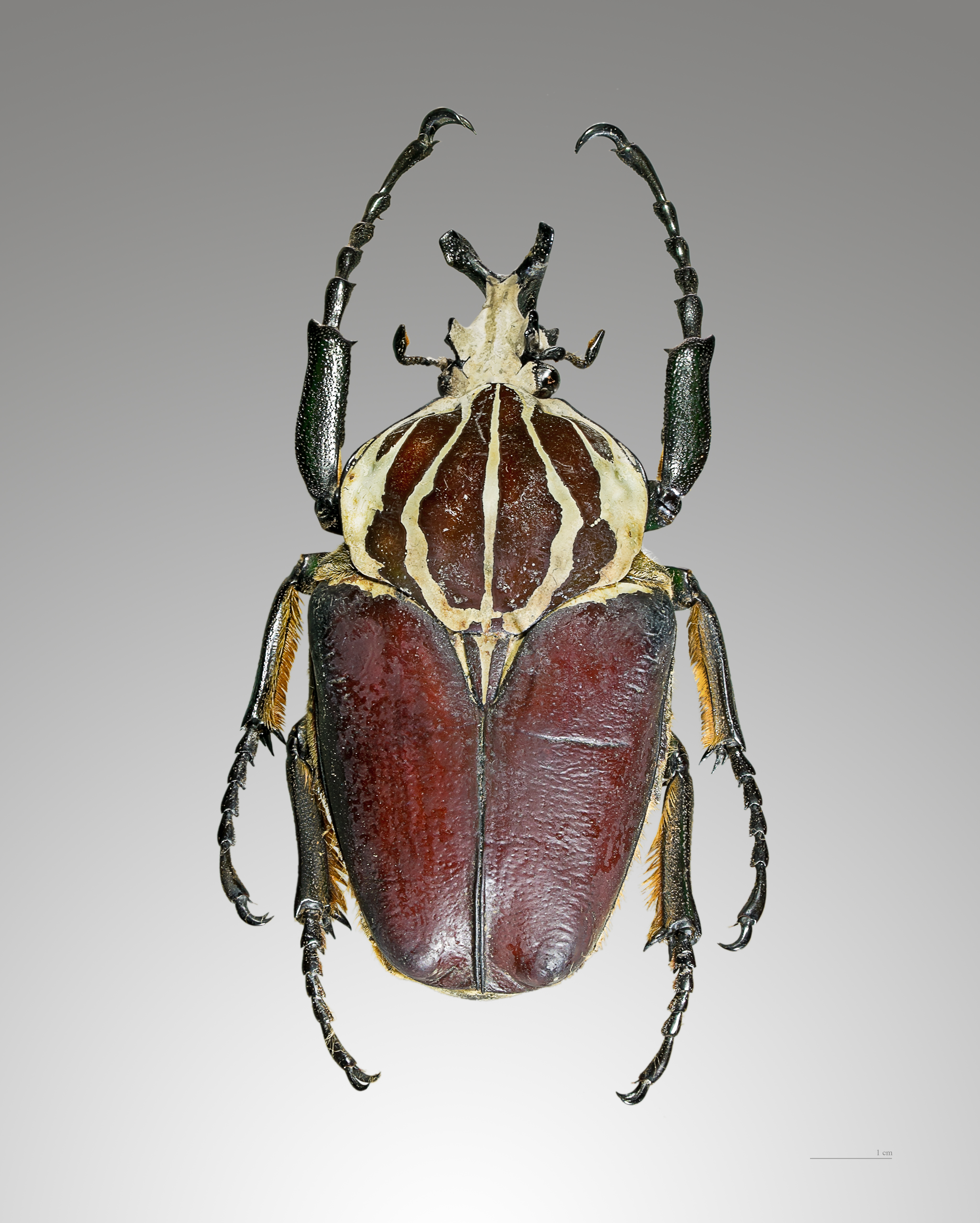
La larve du scarabée goliath (en photo l'imago), pouvant dépasser les 100 g, fait de l'espèce l'insecte actuel le plus lourd.

- Goliathus goliatus, le scarabée goliath, dont la larve pèse jusqu'à 115 g pour 115 mm de longueur ;
- Dynastes hercules, le dynaste Hercule, un scarabéidé dont le mâle atteint régulièrement 170 mm grâce à la longue corne qui prolonge son pronotum, et peut atteindre 220 mm d'envergure ailes déployées ;
- Titanus giganteus, appelé le « titan », un cérambycidé qui peut atteindre 160 mm ;
- Macrodontia cervicornis, cérambycidé dont le mâle mesure jusqu'à 150 mm ;
- Megasoma actaeon, appelé le « scarabées éléphant » peut atteindre près de 140 mm.

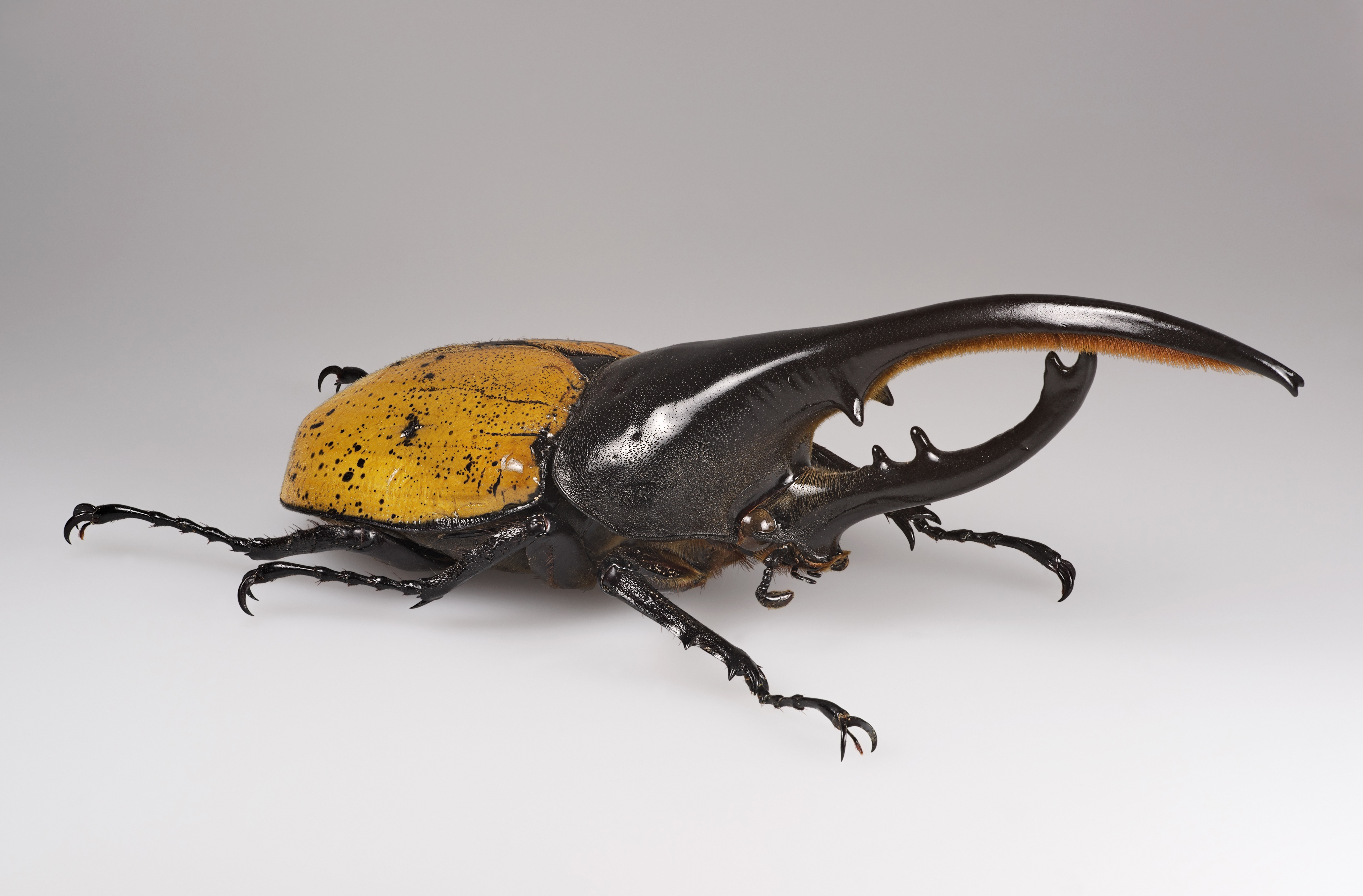
Dynastes hercules, mâle
Titanus giganteus
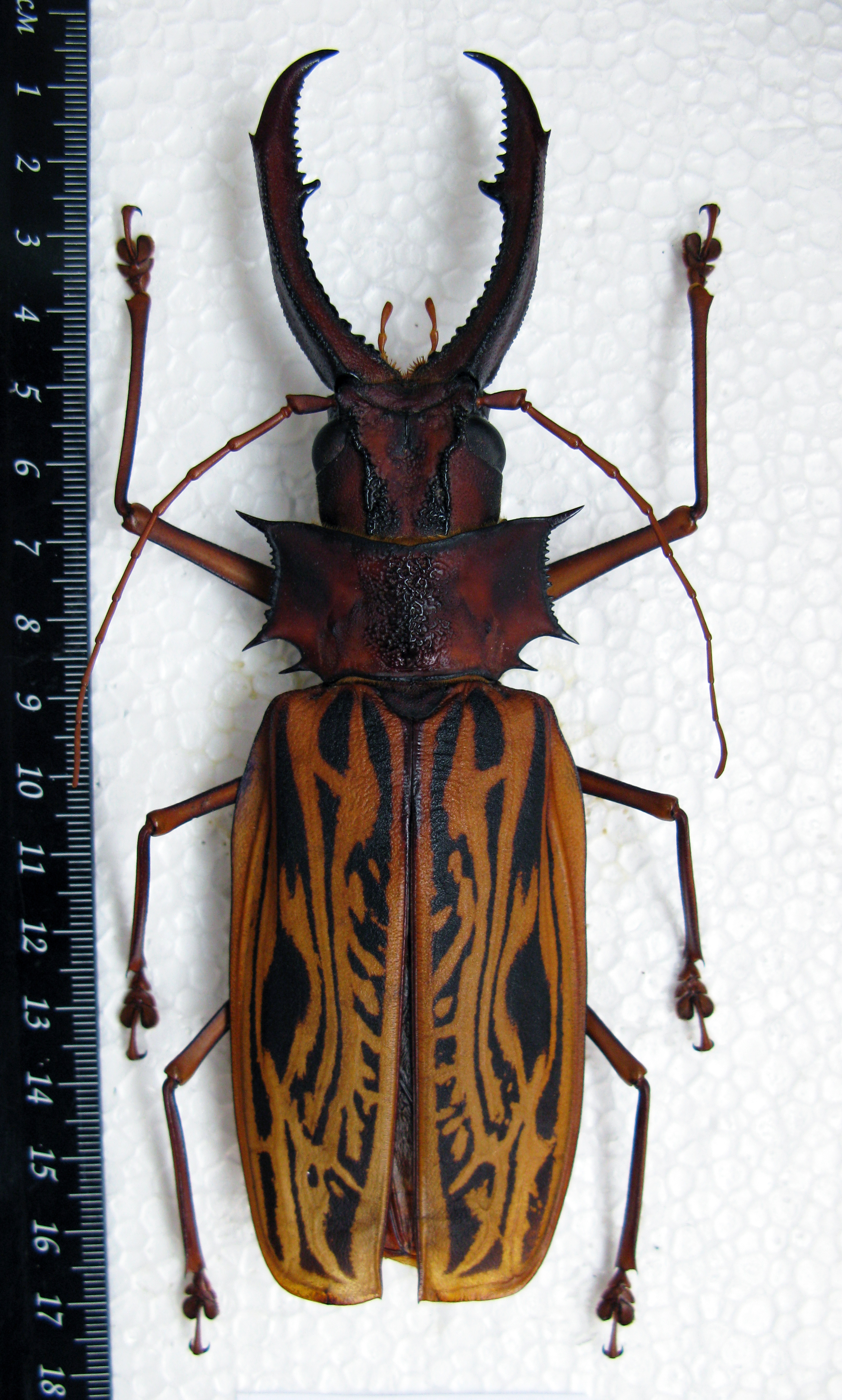
Macrodontia cervicornis, mâle (155 mm)
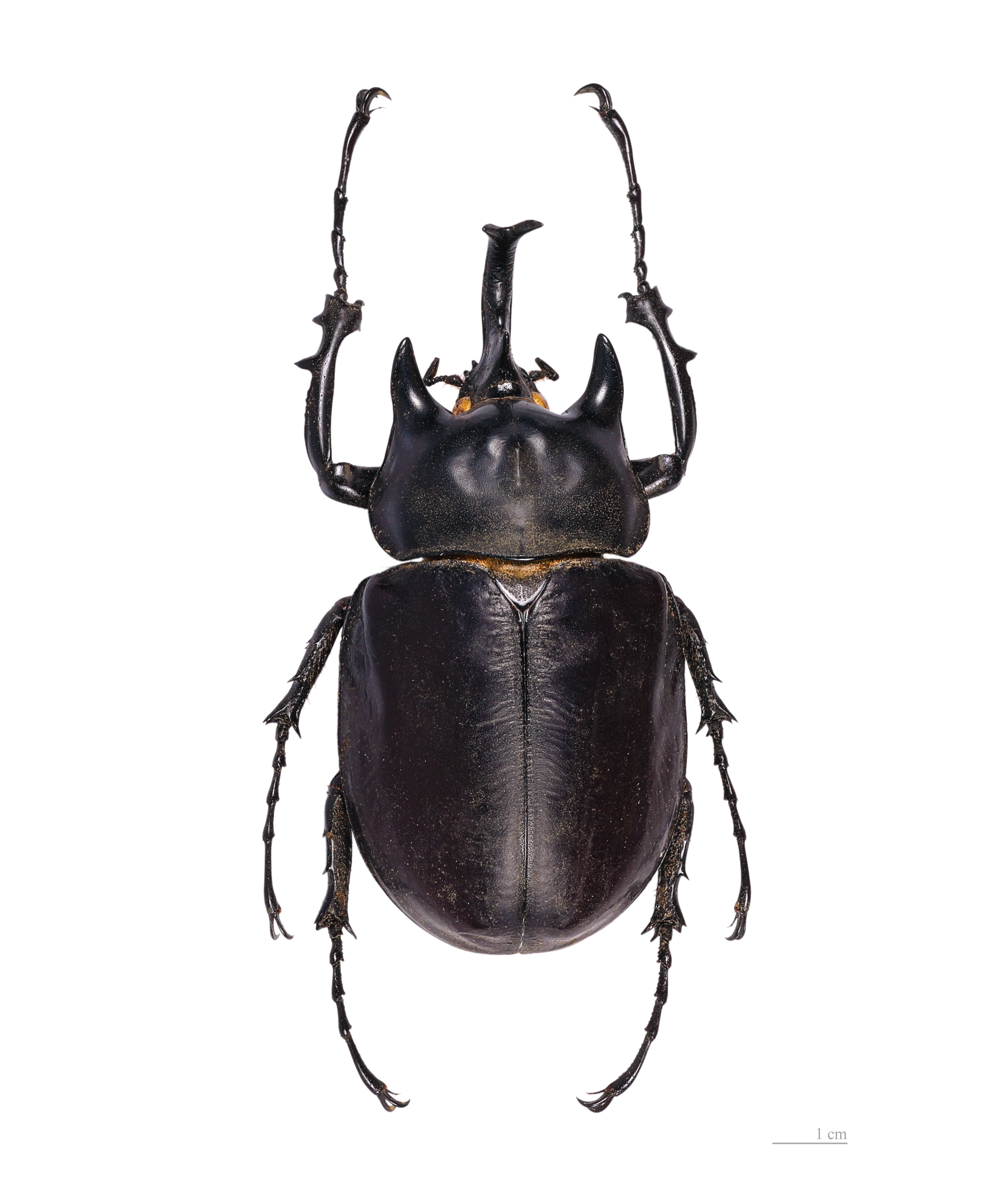
Megasoma actaeon mâle (110 mm)

### Perce-oreilles (Dermaptera)
- Labidura herculeana mesure jusqu'à 84 mm.

### Diptères (Diptera)
- Gauromydas heros, mesure 60 mm de long pour une envergure de 100 mm ;
- Holorusia brobdignagius peut atteindre 230 mm de longueur mais est beaucoup plus gracile et légère que l'espèce précédente.

### Éphémères (Ephemeroptera)
- Proboscidoplocia regroupe les plus grandes éphémères, trouvées sur Madagascar.

### Punaises, cigales (Hemiptera)
- Lethocerus (famille des Belostomatidae) regroupe des nèpes géantes dont Lethocerus maximus qui dépassent les 12 cm de long et sont capables de s'attaquer à des grenouilles, mais qui sont bien plus légers que d'autres insectes de cette taille ;
- Les genres Megapomponia et Tacua contiennent des cigales mesurant respectivement jusqu'à 20 cm et 18 cm d'envergure pour une longueur atteignant 7 cm.

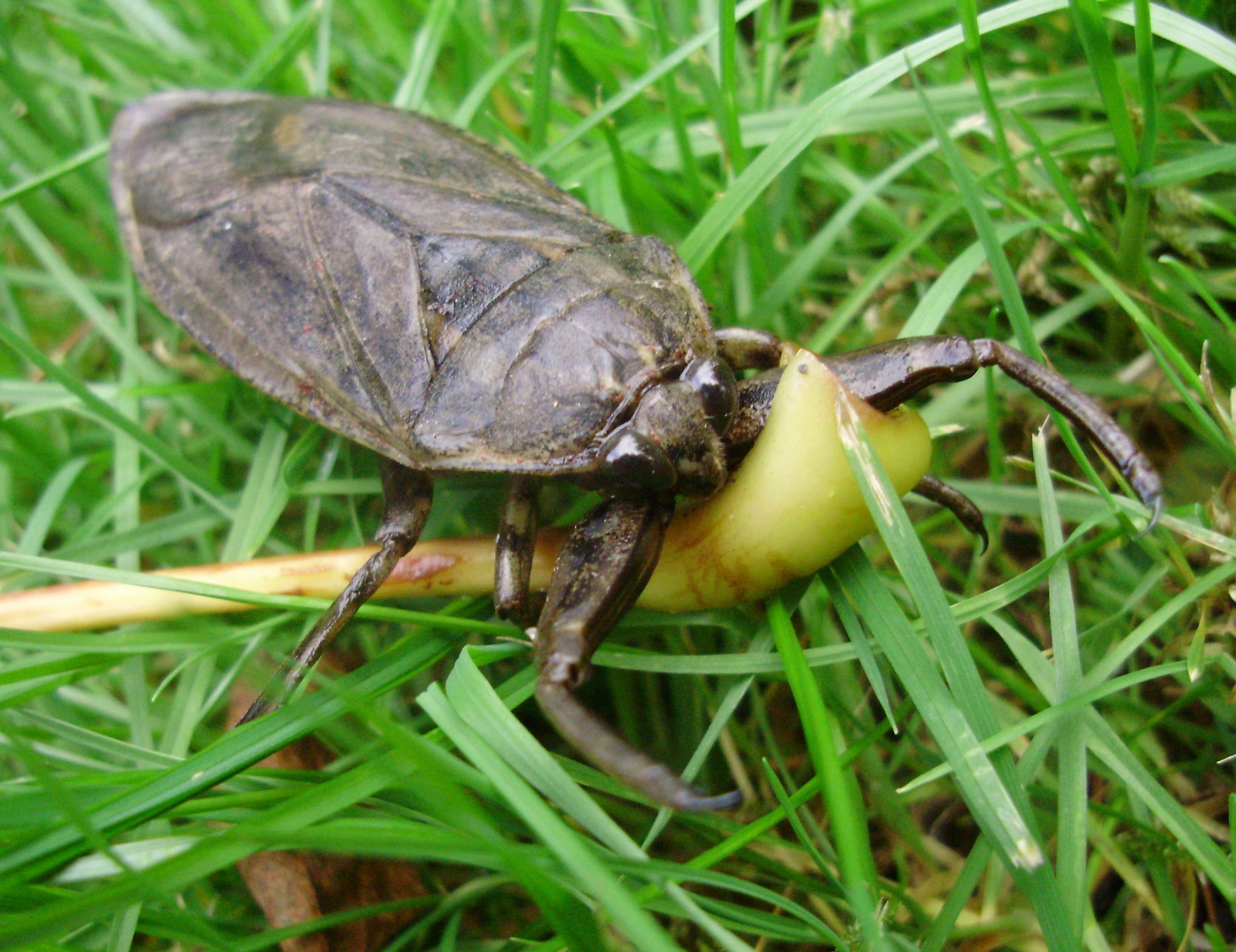
Lethocerus americanus
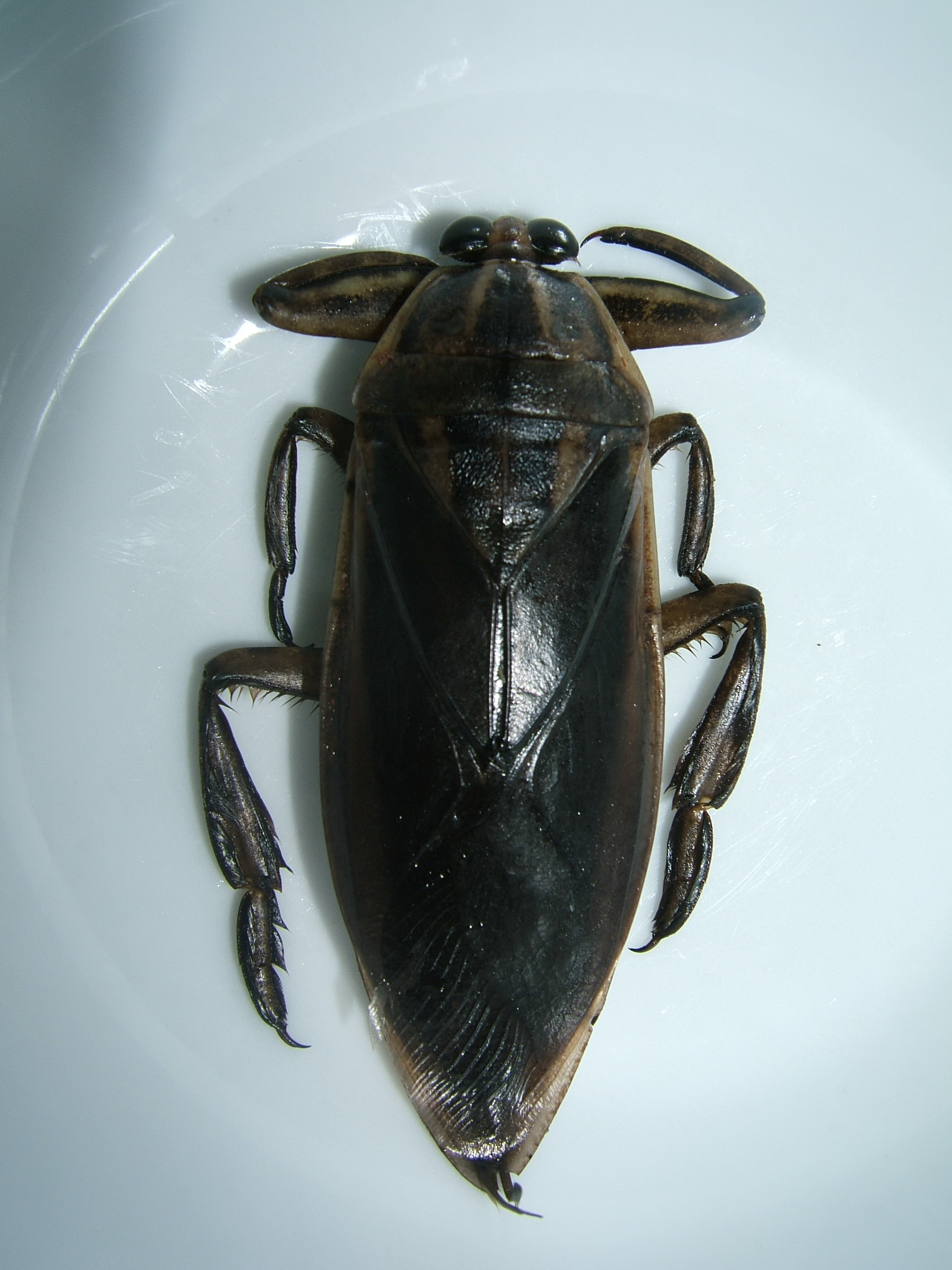
Lethocerus indicus
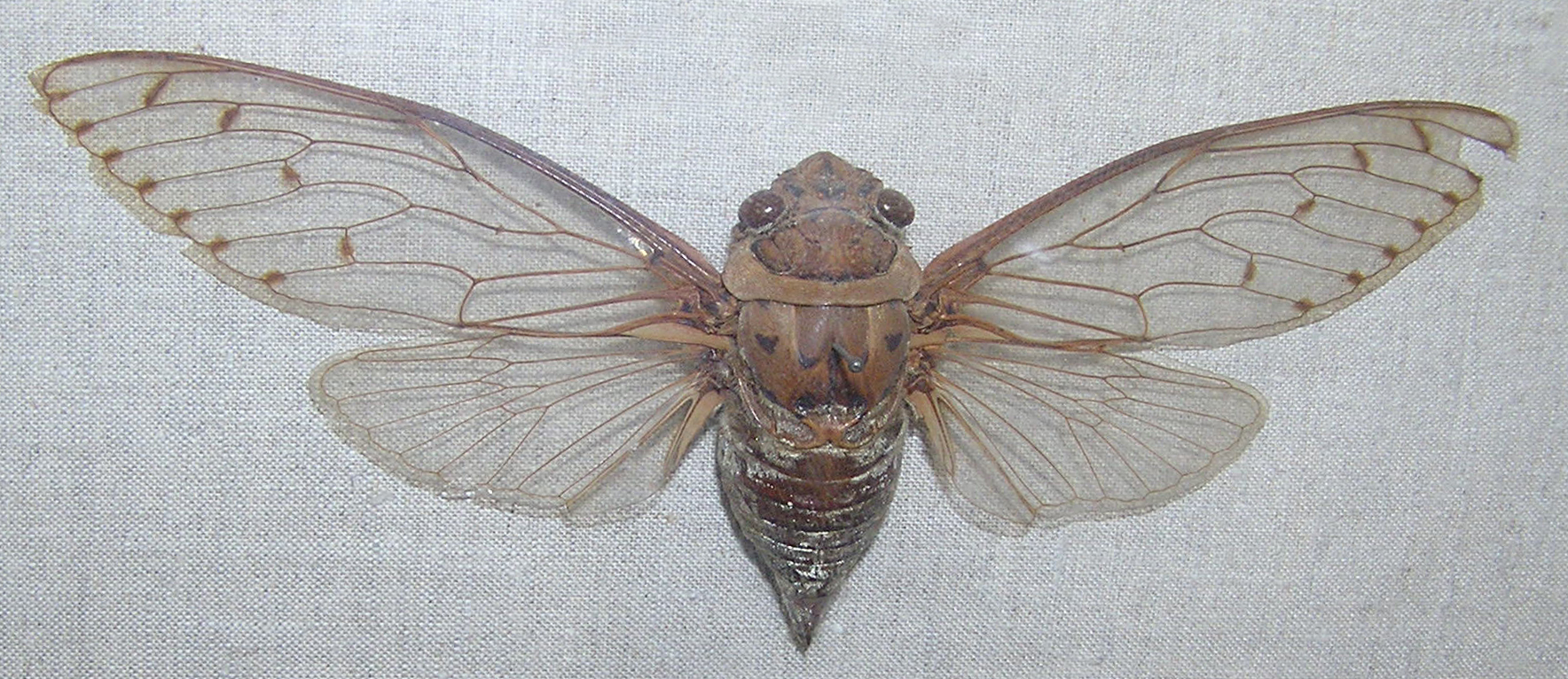
Megapomponia intermedia
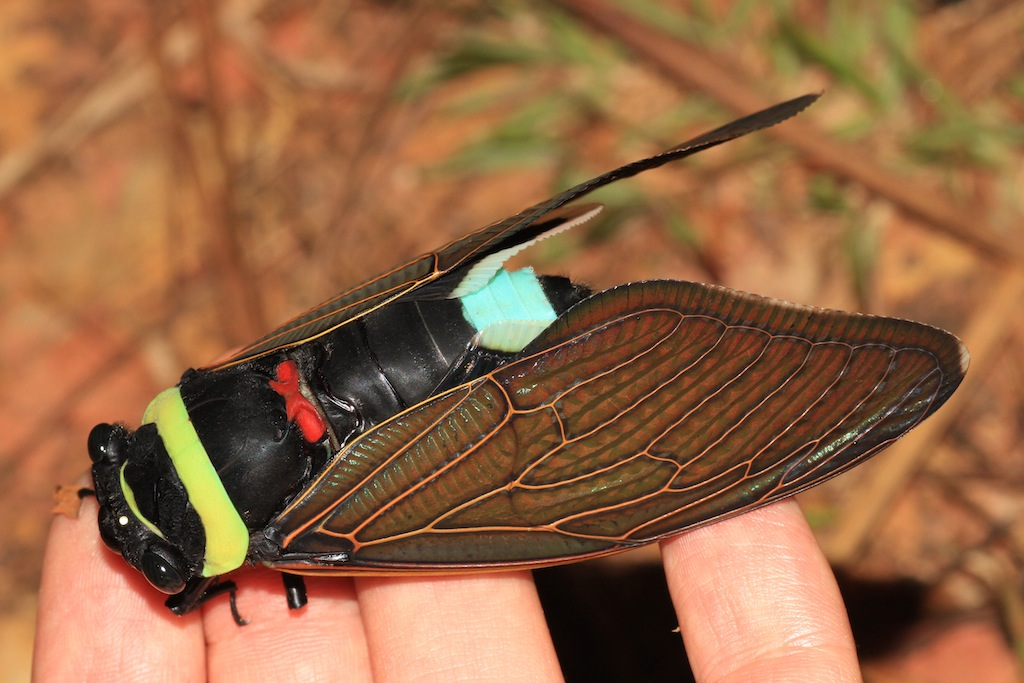
Tacua speciosa

### Fourmis, abeilles et guêpes (Hymenoptera)
- La gyne de Dorylus helvolus est la plus grosse des fourmis et l'espèce la plus lourde de la famille. Certaines femelles atteignent 50 mm de longueur ;
- Dinoponera gigantea, détient le record de la taille moyenne au sein d'une colonie de fourmi, avec 33 mm de longueur ;
- Megachile pluto, une abeille dont les femelles atteignent 38 mm de long et 63 mm d'envergure ;
- Megascolia procer, une  scolie géante, mesure 70 mm de long pour environ 120 mm d'envergure ;
- Pepsis pulszkyi, mesure jusqu'à 68 mm de long et 116 mm d'envergure, et beaucoup d'autres espèces du genre Pepsis approchent cette taille ;
- Vespa mandarinia est le plus gros frelon : la reine peut mesurer plus de 60 mm de long.

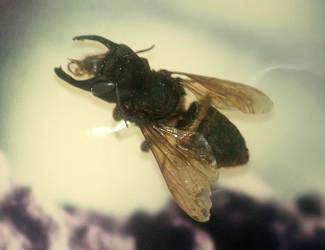
Megachile pluto
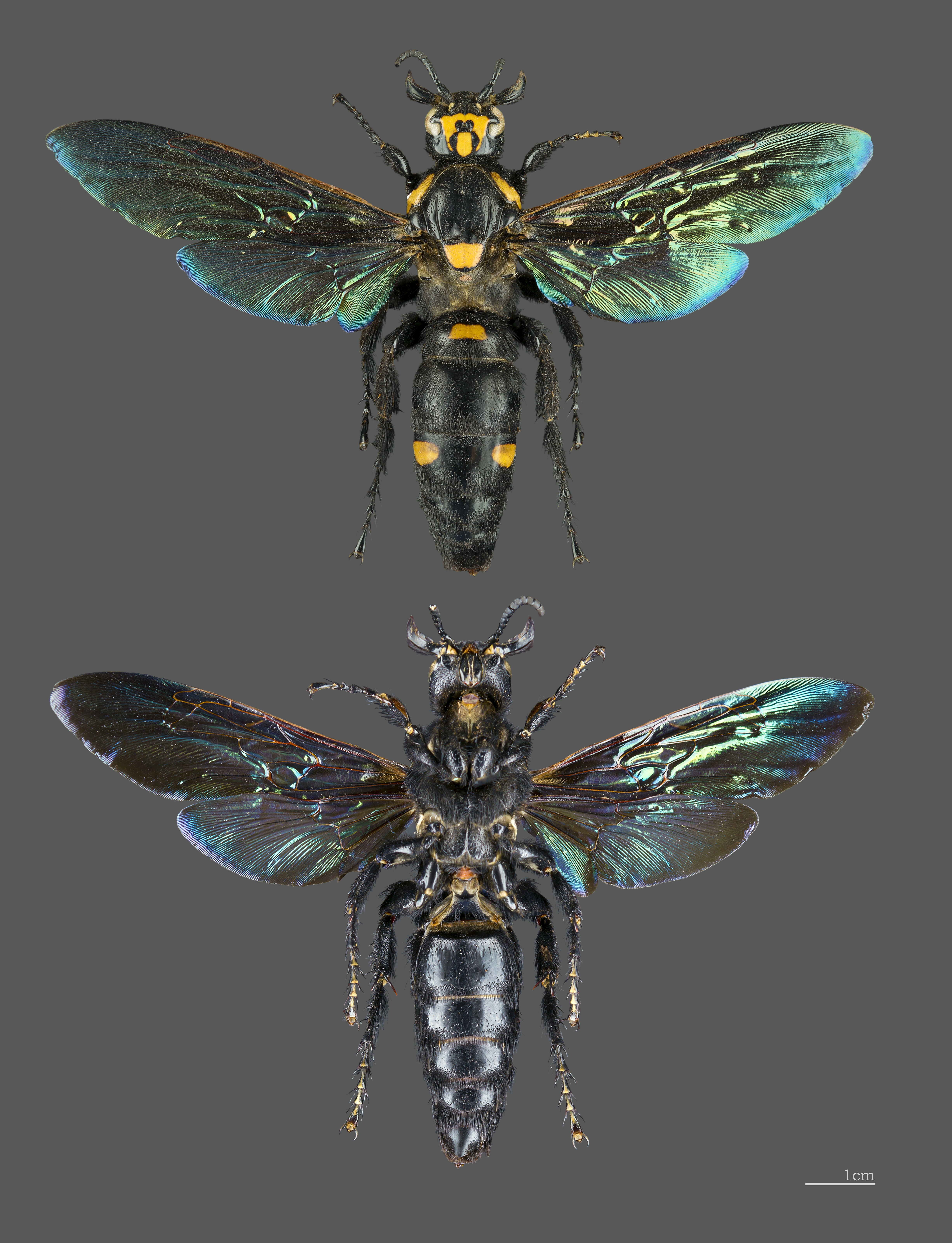
Megascolia procer
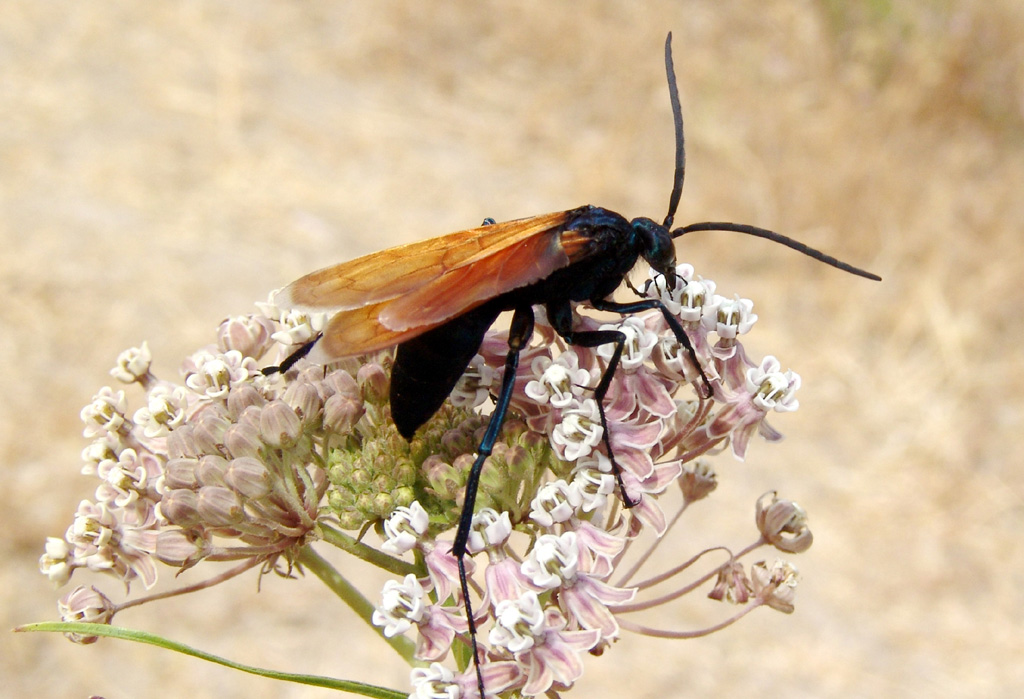
Pepsis formosa
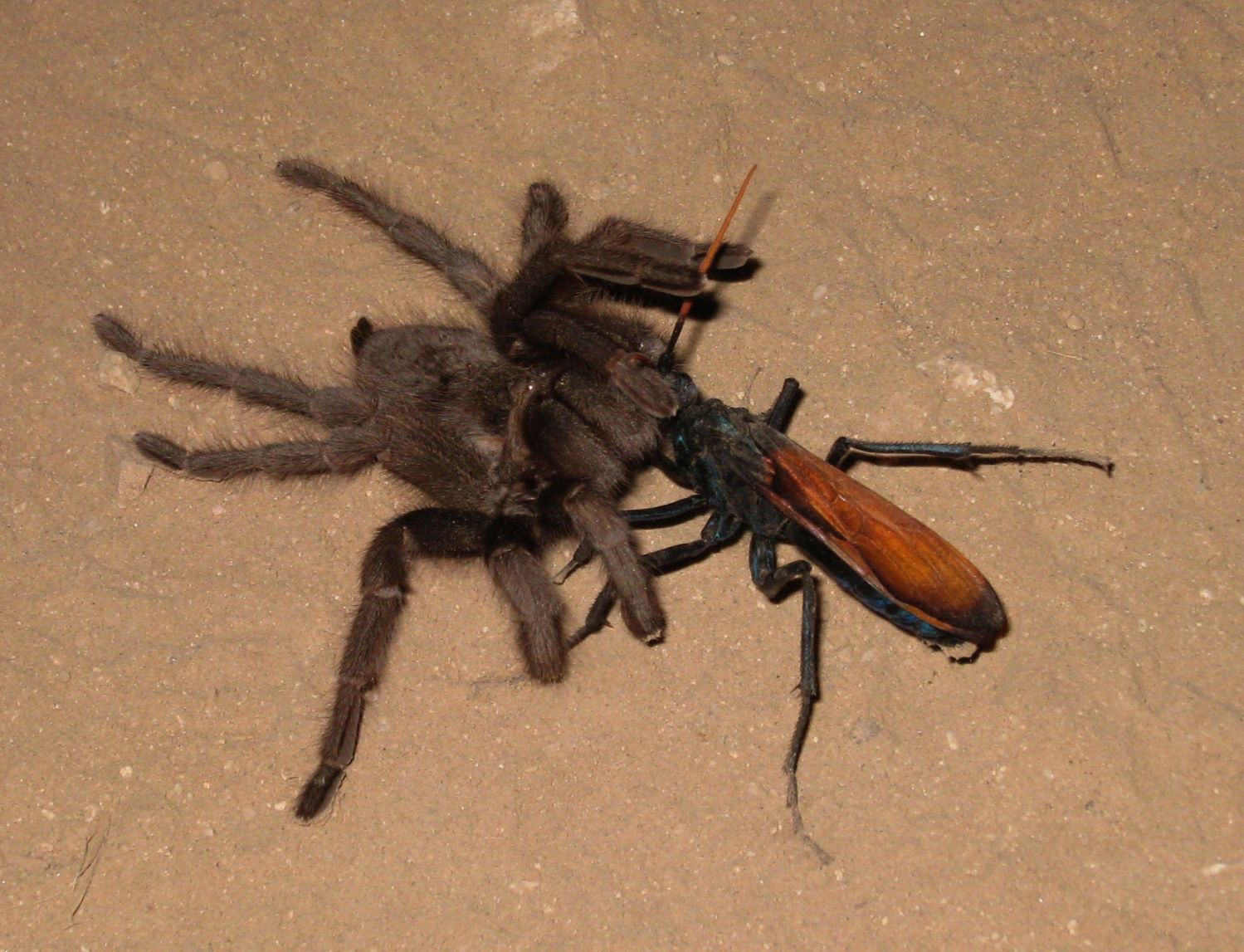
Une guêpe du genre Pepsis traînant sa proie, une mygale
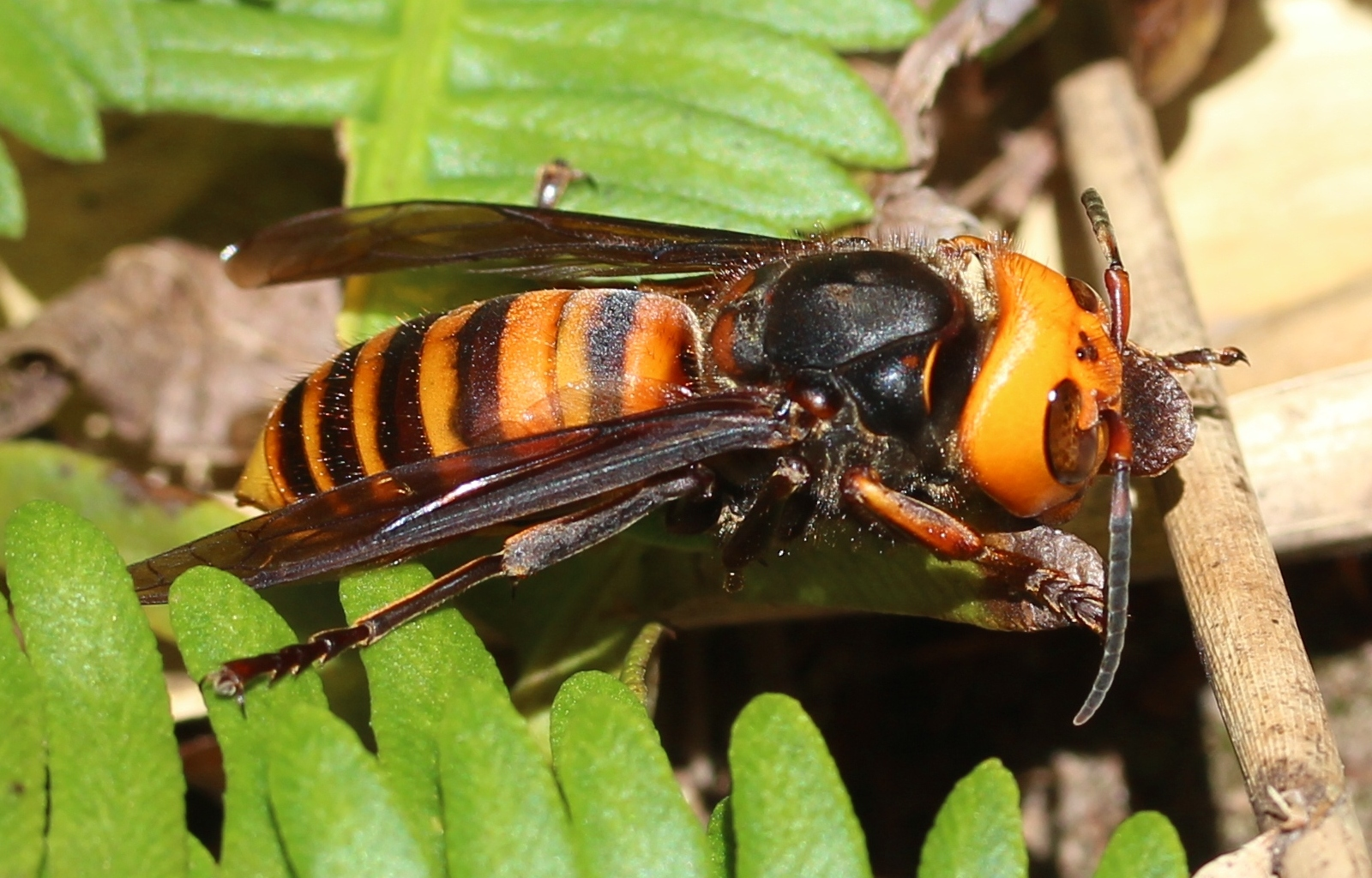
Vespa mandarinia

### Termites (Isoptera)
- Macrotermes bellicosus est un termite africain dont la reine atteint 106 mm de long pour 55 mm de large ; les autres adultes ne font cependant que le tiers de cette taille.

### Papillons (Lepidoptera)
- Troides alexandrae, ou papillon de la reine Alexandra, avec notamment un spécimen de 31 cm d'envergure, peut être considéré comme le plus grand lépidoptère au monde ;
- Attacus atlas, un papillon mesurant de 20 à 26 cm d'envergure ;
- Thysania agrippina dépasse peut-être en envergure les deux espèces précédentes mais la surface de ses ailes est plus réduite.

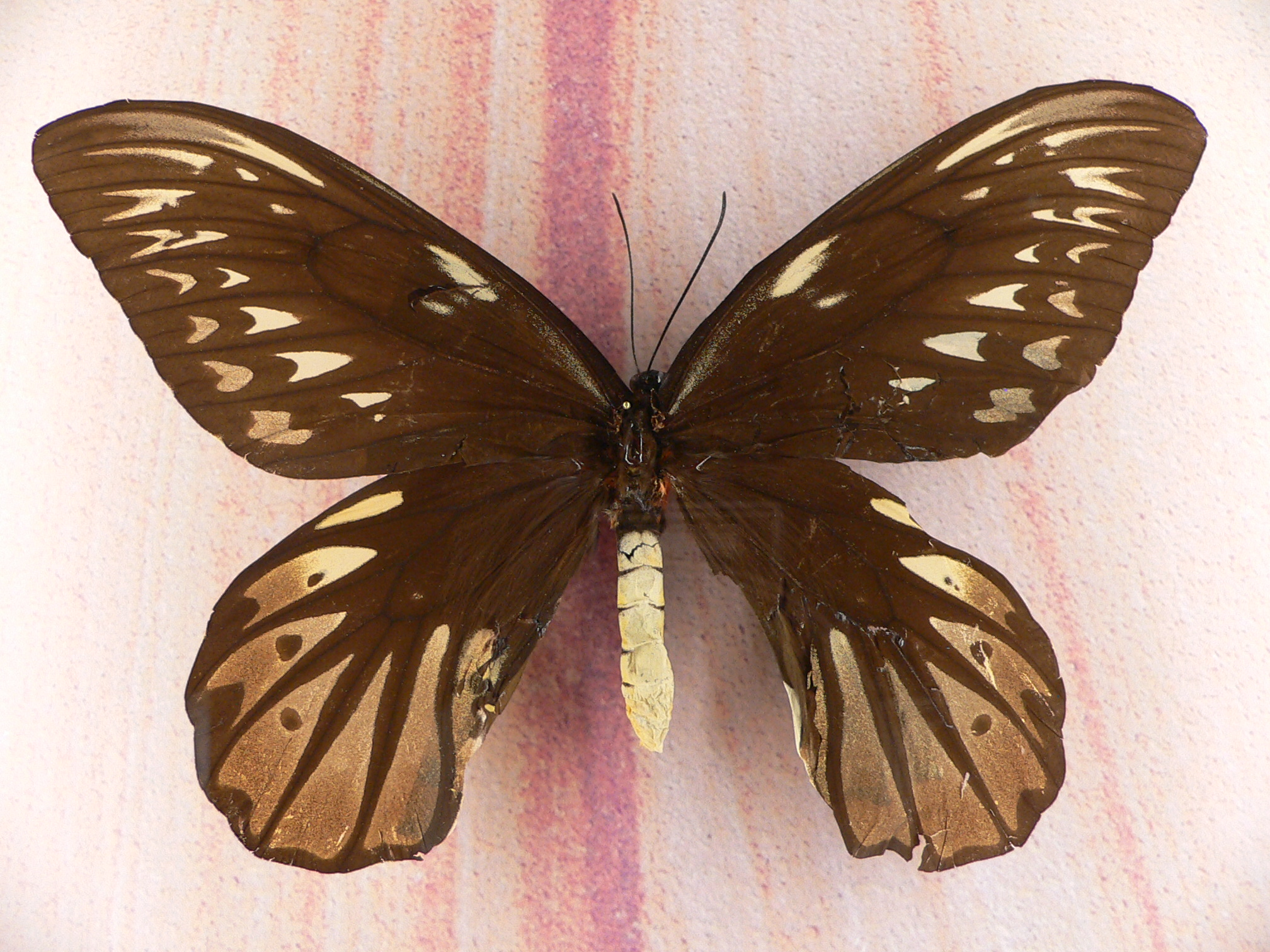
Troides alexandrae, femelle
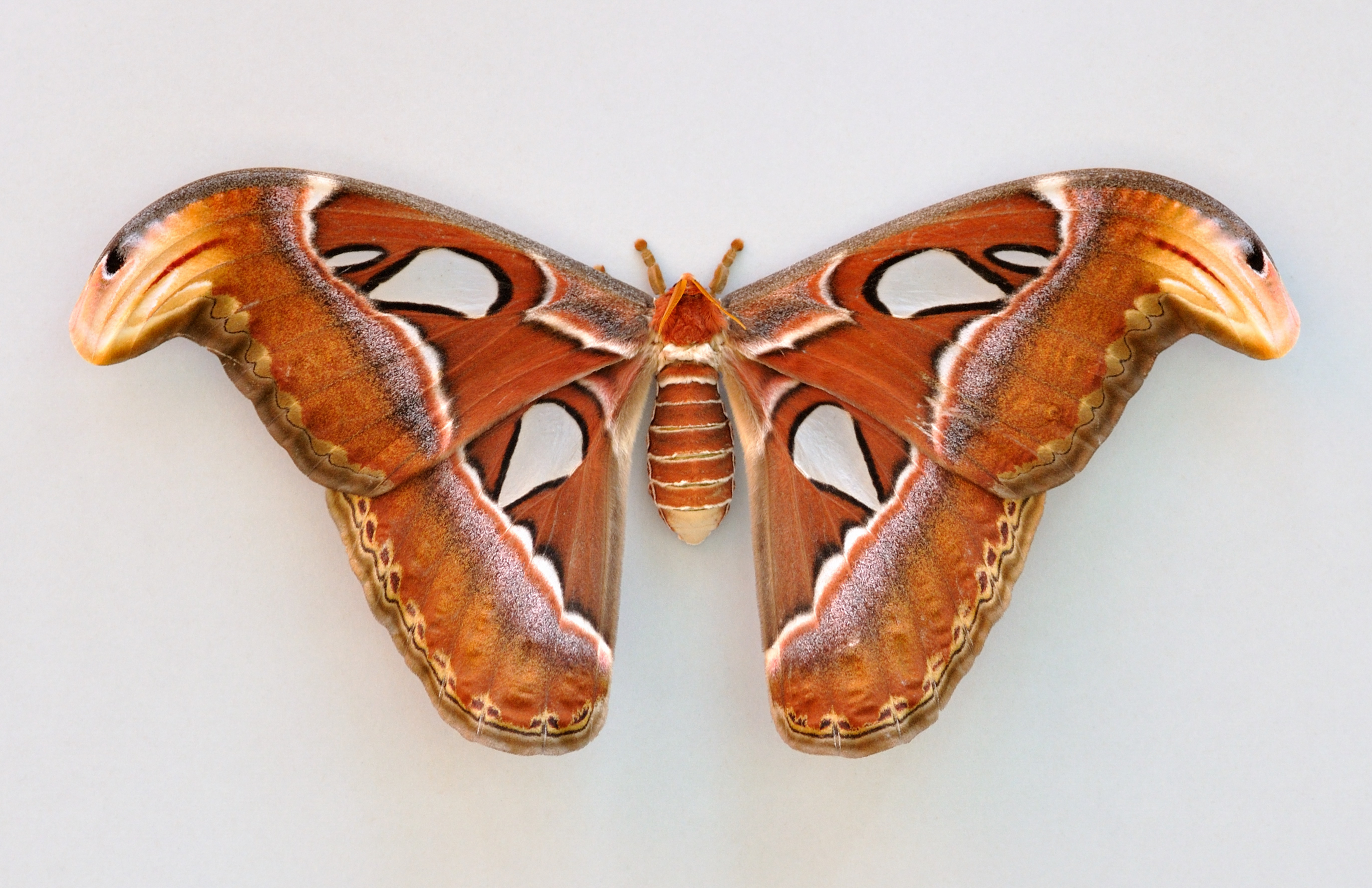
Attacus atlas
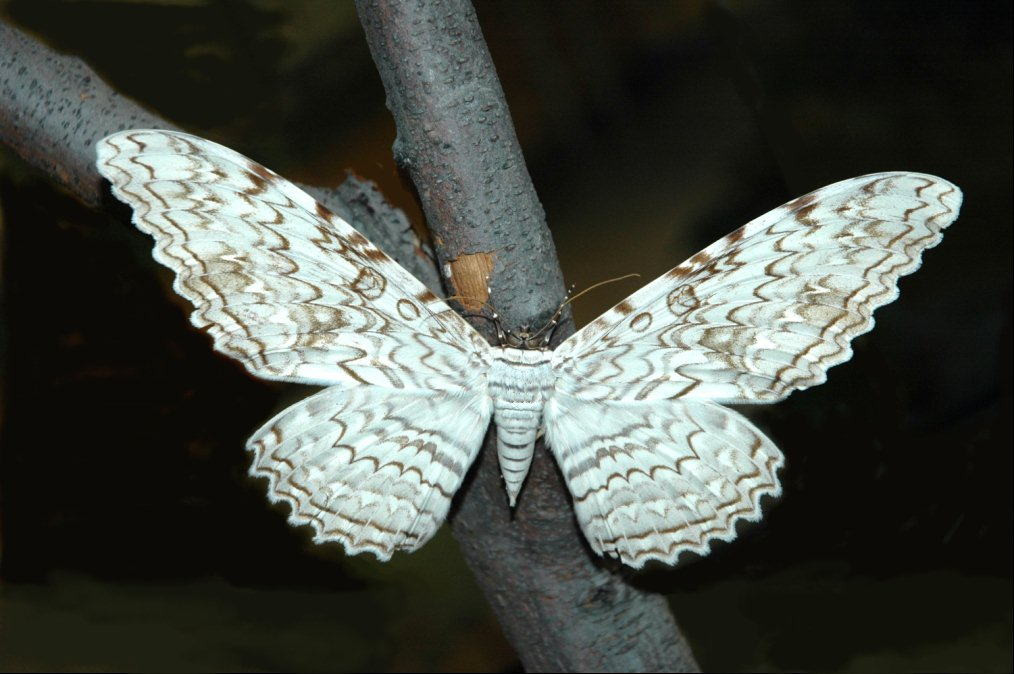
Thysania agrippina

### Mantes (Mantodea)
- Les Toxodera et Paratoxodera sont de grandes mantes asiatiques dépassant 150 mm dans de nombreuses espèces ;
- Paratoxodera cornicollis est la plus grande des Toxoderidae ;
- Ischnomantis gigas est une mante africaine dépassant 180 mm.

### Sialis et corydales (Megaloptera)
- Corydalus cornutus et d'autres espèces du genre atteignent 150 mm d'envergure.

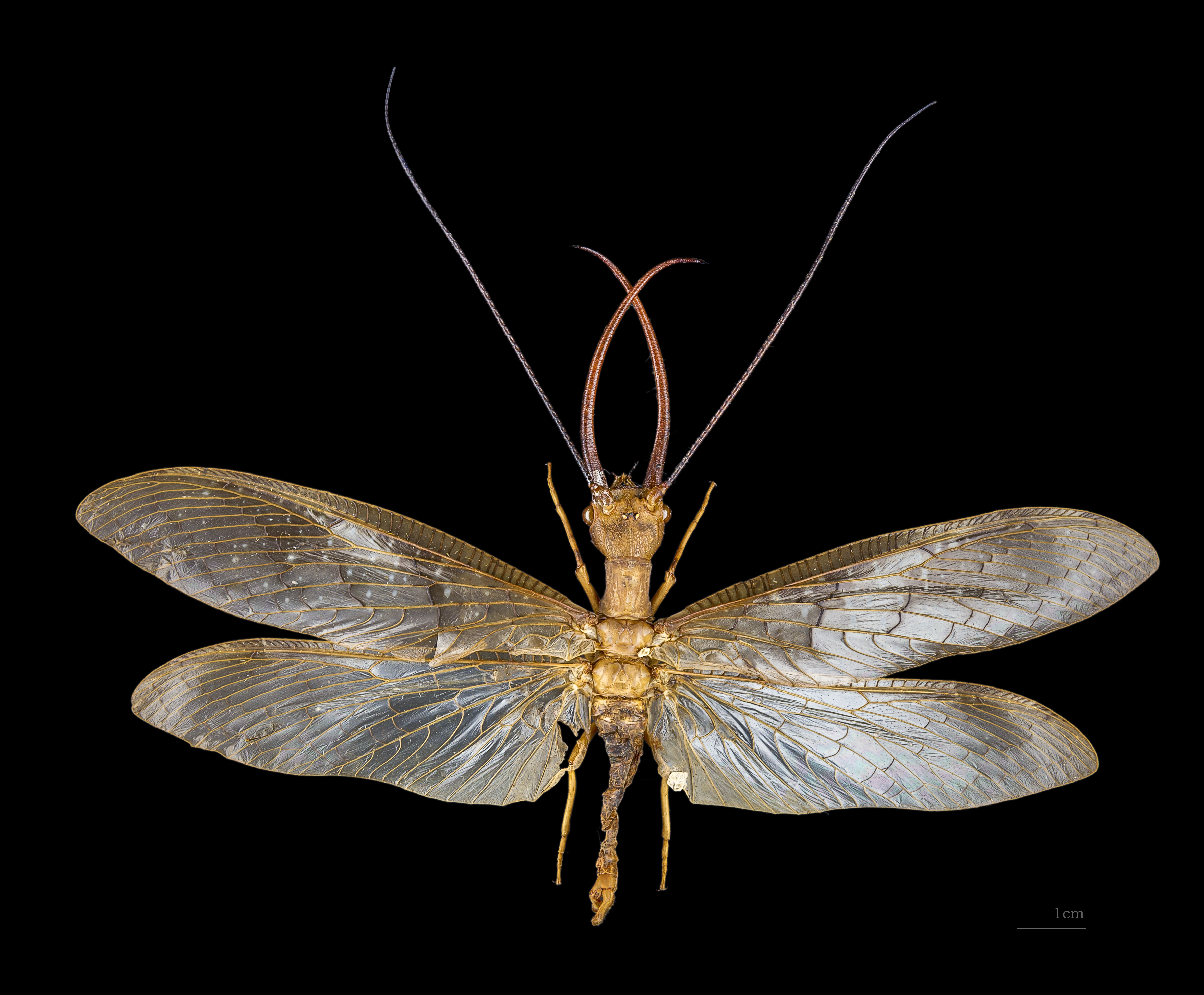
Corydalus cornutus

### Ascalaphes, chrysopes et fourmilions (Neuroptera)
- Palparellus voeltzkowi est un fourmilion de 150 mm d'envergure vivant à Madagascar.

### Libellules (Odonata)
- Tetracanthagyna plagiata atteint 20 cm d'envergure, ce qui en fait la plus grande libellule ;
- Megaloprepus caerulatus atteint les 19 cm d'envergure pour une longueur de 12 cm, ce qui en fait la demoiselle avec la plus grande envergure ;
- Le genre Mecistogaster regroupe plusieurs espèces dont les mâles atteignent 15 cm de long, ce sont donc les plus longues demoiselles.

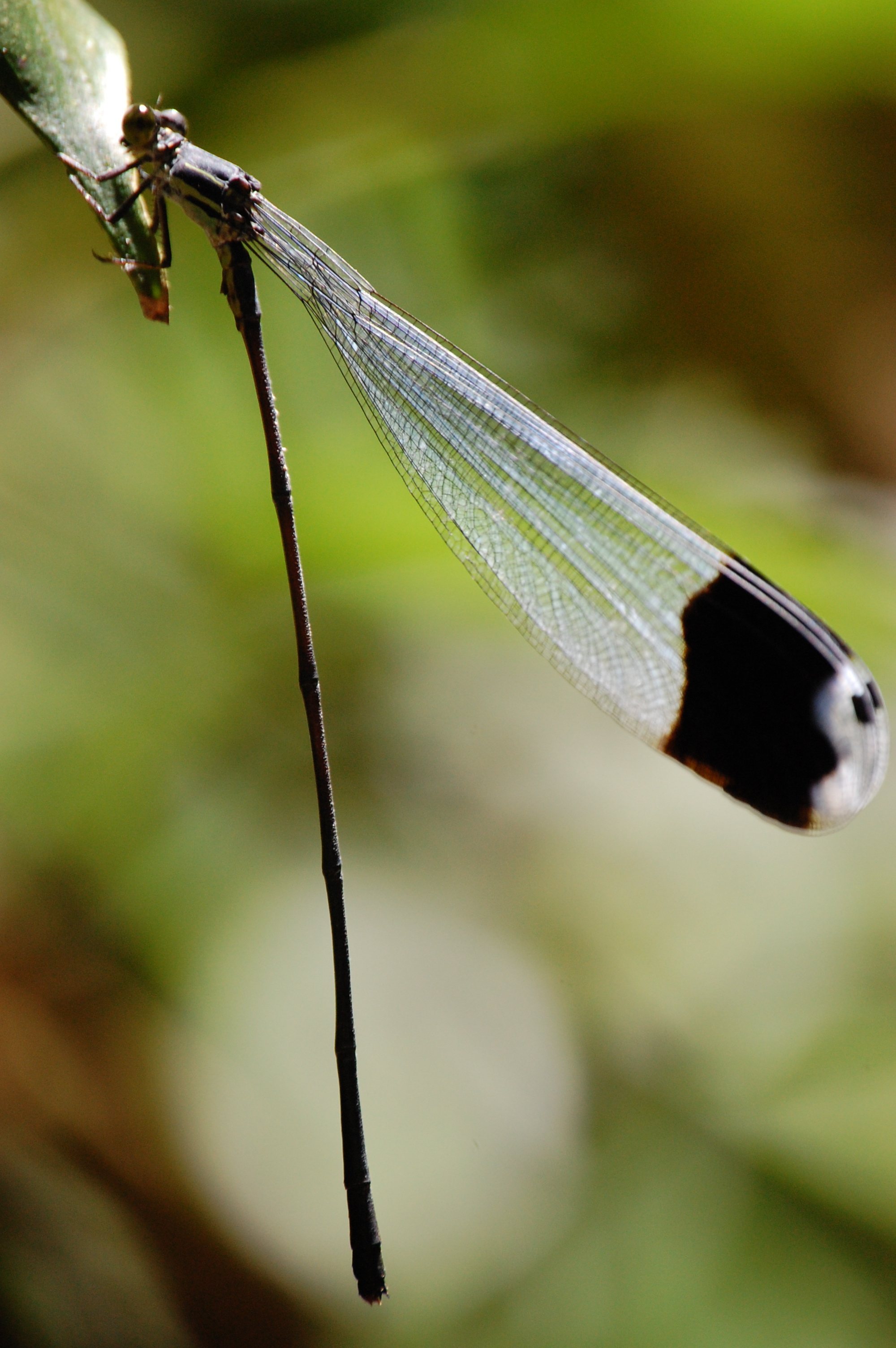
Megaloprepus caerulatus, femelle
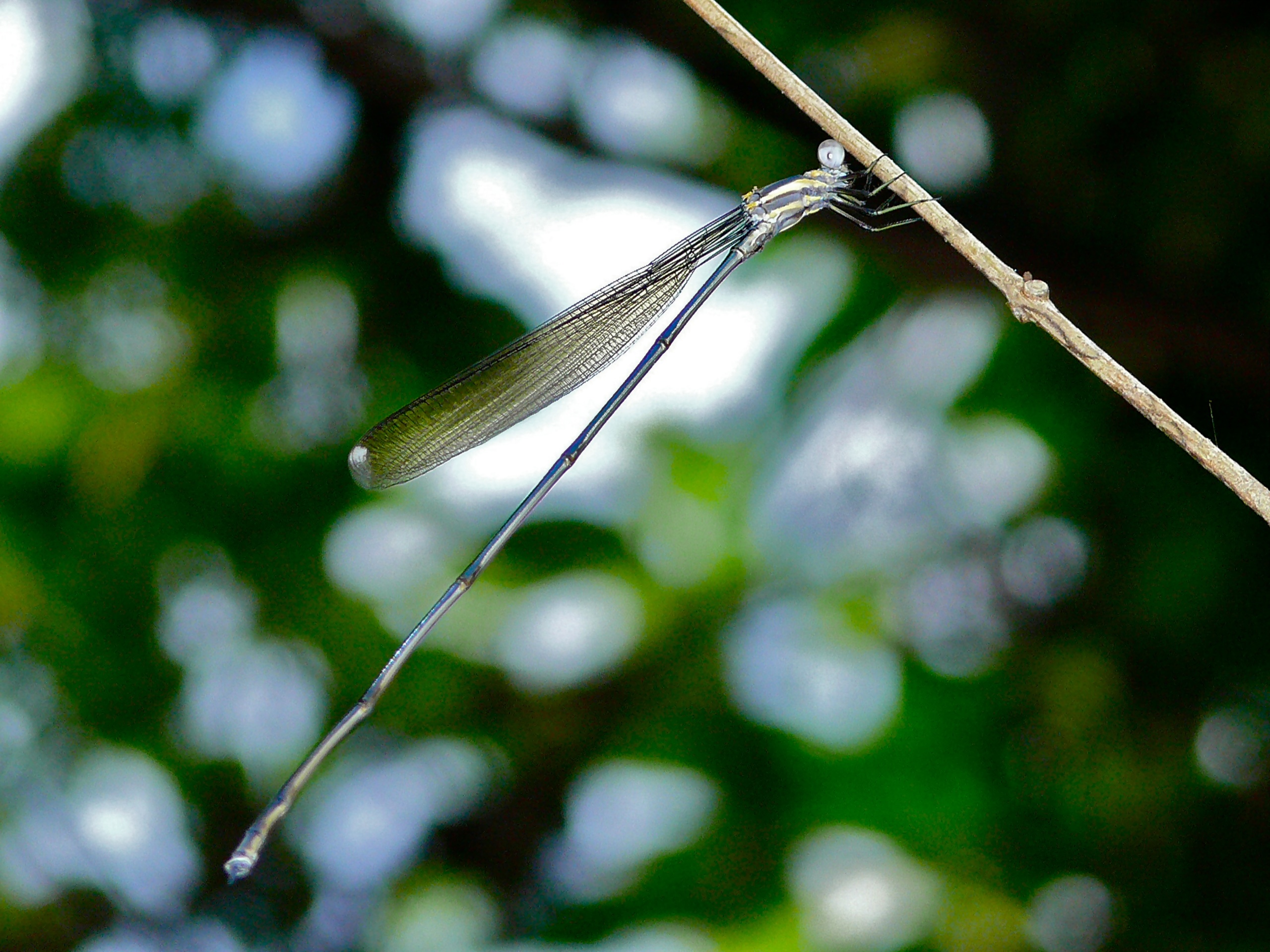
Mecistogaster amalia, mâle

### Sauterelles, criquets (Orthoptera)
- Deinacrida regroupe des espèces de wetas de Nouvelle-Zélande particulièrement grandes (gigantisme insulaire) dont Deinacrida heteracantha qui peut peser plus de 75 g et mesurer presque 10 cm sans les antennes ;
- Un weta géant indonésien, Sia ferox ou une espèce proche, atteint également 10 cm ;
- Tropidacris cristata est le plus grand criquet et mesure plus de 9 cm de long et plus de 25 cm d'envergure ;
- Saga ephippigera syriaca est probablement la plus grande sauterelle avec des femelles de plus de 10 cm de long ;
- Proscopia scabra, et d'autres espèces du genre, dépassent les 14 cm de long et sont les plus longs orthoptères actuels ;
- Siliquofera grandis est la sauterelle ayant la plus grande envergure qui atteint 27 cm.

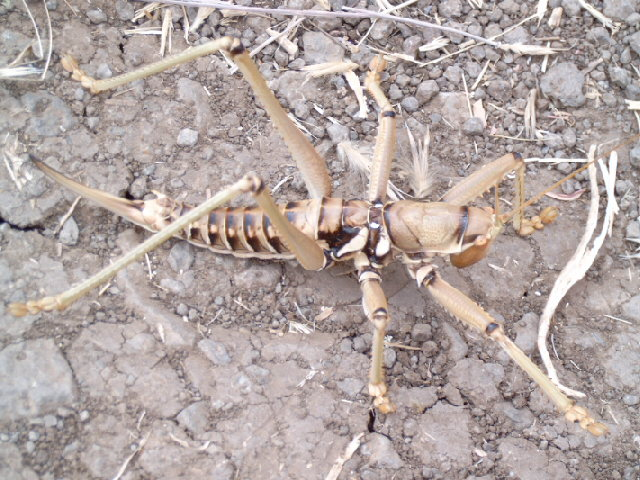
Saga ephippigera syriaca, femelle
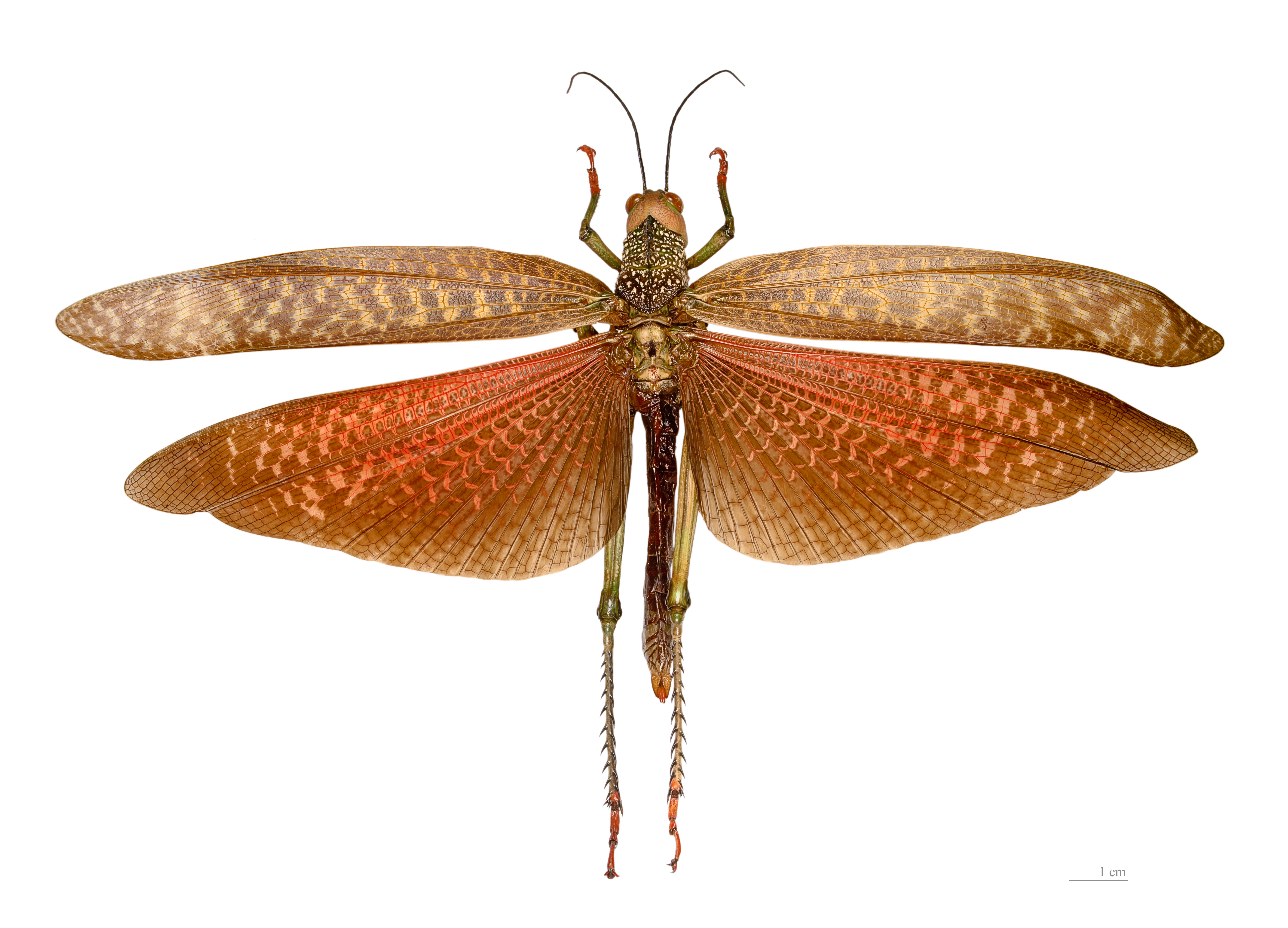
Tropidacris cristata
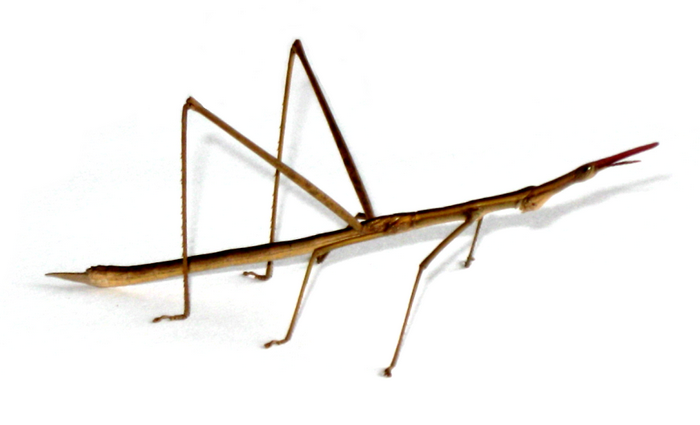
un Proscopiidae

### Phasmes (Phasmatodea)
- Le genre Phryganistria regroupe plusieurs espèces de grande taille dont la plus grande connue à l'heure actuelle : 
  - Phryganistria chinensis mesure 624 mm avec les pattes avant étendues, et le corps seul mesure environ 38 cm, ce qui en fait le plus long insecte actuellement connu[1] ;
  - Le corps des femelles de Phryganistria heusii yentuensis atteint 317,4 mm. Pattes avant étendues, l'espèce atteint 54 cm[2] ;
- Le genre Phobaeticus regroupe plusieurs autres espèces de grandes tailles dont :
  - Phobaeticus chani, dont le corps peut atteindre 35,6 cm de long, soit plus qu'un avant-bras moyen humain. L'exemplaire détenu par le musée d'histoire naturelle de Londres mesure 567 mm avec les pattes avant totalement dépliées[3] ;
  - Phobaeticus serratipes mesure au moins 555 mm ;
  - Selon certaines sources, d'autres espèces du genre dépasseraient 50 cm.

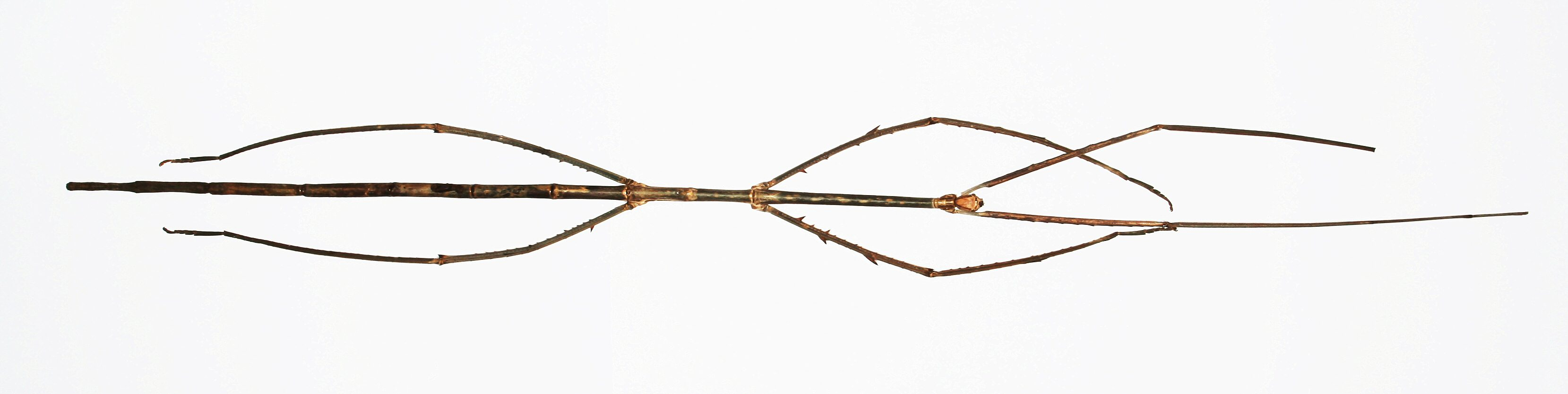
Phobaeticus chani
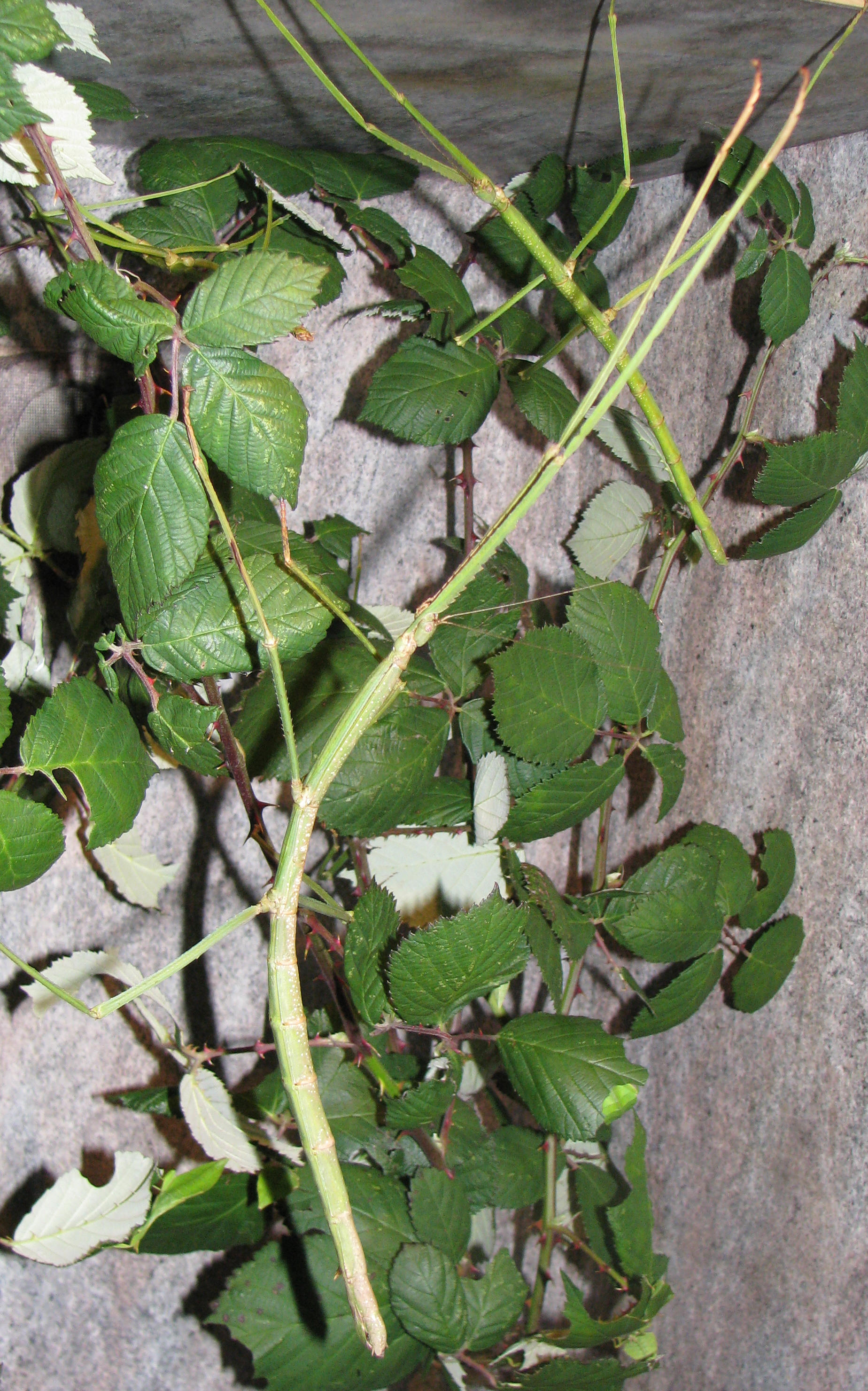
Phobaeticus serratipes

### Mouches de pierre (Plecoptera)
- Pteronarcys californica (en)  mesure 50 mm de longueur pour une envergure de 75 mm.

### Psoques (Psocoptera)
- Psocus regroupe les plus grandes espèces de l'ordre : elles atteignent le centimètre en longueur.

### Puces (Siphonaptera)
- Hystrichopsylla schefferi, un parasite du castor de montagne, atteint 12 mm de long.

### Thrips (Thysanoptera)
- Phasmothrips comprend les plus grandes espèces de l'ordre avec des espèces atteignant les 13 mm.

### Scolopendra gigantea
- Scolopendra gigantea est une espèce de scolopendres de la famille des Scolopendridae. C'est la plus grande scolopendre au monde, elle mesure entre 25 et 30 centimètres, mais les spécimens âgés peuvent atteindre 40 centimètres (on parle même de spécimens de près de 50 centimètres)

## Espèces fossiles

### Lien avec le taux d'oxygène dans l'atmosphère

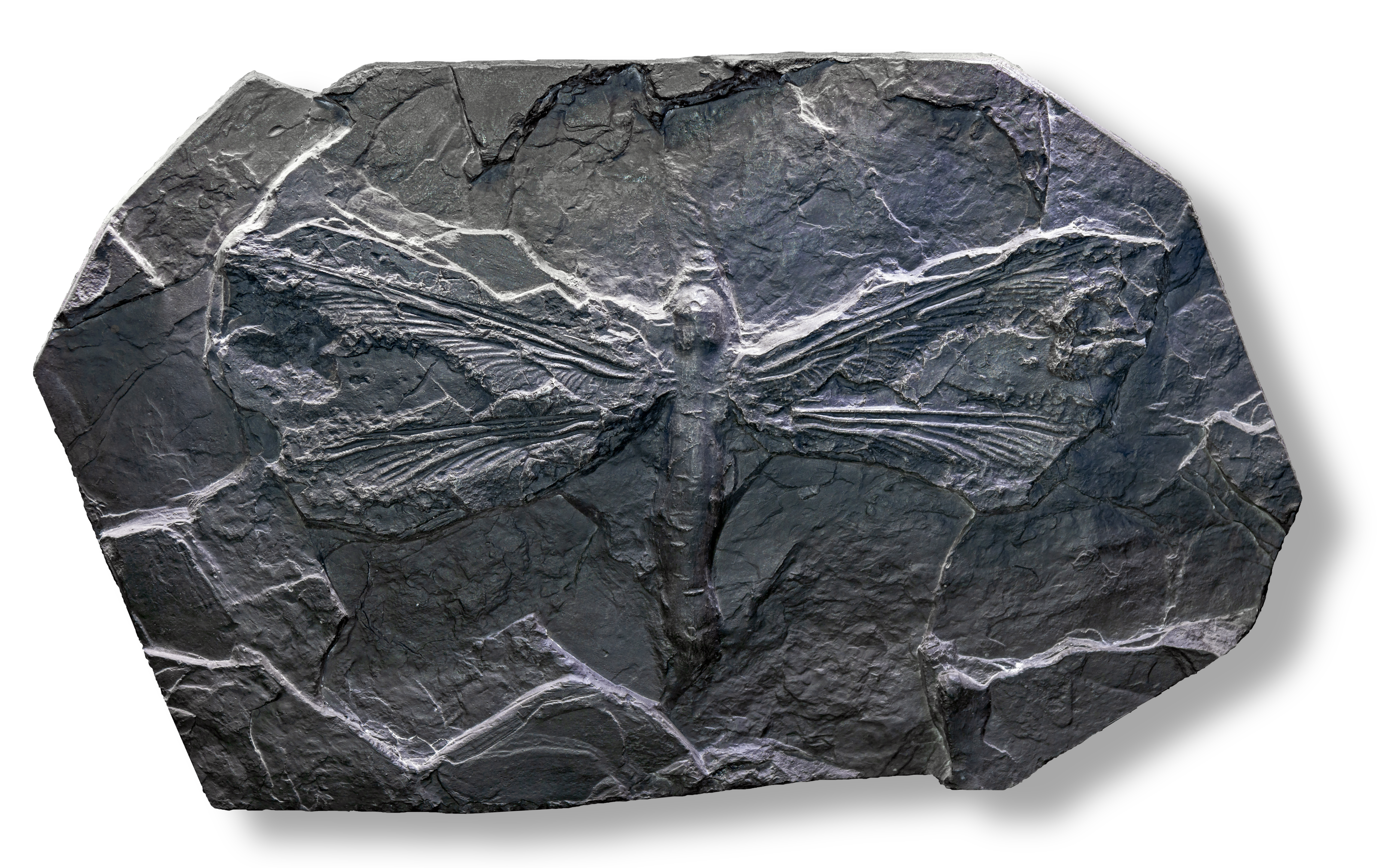
Moulage d'un fossile de Meganeura.

Au Carbonifère, l'atmosphère était beaucoup plus riche en oxygène qu'actuellement, pouvant atteindre 35 % au lieu de 20 % actuellement. Ceci permettait aux insectes d'atteindre des tailles bien plus grandes qu'aujourd'hui. Une expérience scientifique a par exemple montré que des libellules élevées dans une atmosphère riche en oxygène grandissaient 15 % de plus en 6 mois de vie. L'analyse de l'appareil respiratoire de ces insectes montre que, lorsque le taux d'oxygène est faible, les tubes respiratoires des insectes doivent être plus grands pour leur apporter l'oxygène dont ils ont besoin. Pour un insecte de très grande taille, les tubes respiratoires finissent par occuper une trop grande proportion de son corps, ce qui limite sa croissance. Inversement, pour un plus grand taux d'oxygène, les insectes se contentent de tubes respiratoires plus petits, ce qui permet à leur corps de grandir plus avec ces organes de tailles raisonnable.

### Taille d'insectes fossiles
- Les plus grands insectes connus sont des espèces fossiles. Il s'agit de Meganeura monyi et de Megatypus. Le plus grand de tous serait Meganeuropsis permiana avec une envergure d'ailes atteignant 71 centimètres et une longueur du corps 43 centimètres[6]. Il a vécu à l'Artinskien (Permien inférieur), il y a environ entre 290 et 283 Ma (millions d'années).